# Sourcefire
Sourcefire war ein amerikanischer Hersteller von Hardware und Software im Bereich der Netzwerksicherheit. Das Sourcefire 3D-System basiert auf Snort, einer quelloffenen Intrusion-Detection-Lösung.

## Geschichte
Sourcefire wurde im Jahr 2001 von Martin Roesch gegründet, dem Entwickler von Snort, der Open-Source-Technologie, die zum De-facto-Standard für Intrusion Detection und Prevention geworden ist. Sourcefire bemühte sich um die Weiterentwicklung und pflegte eine enge Beziehung zur Snort-Benutzergemeinschaft. Das ursprüngliche Wachstum der Firma basierte auf vier Finanzierungsrunden in Höhe von insgesamt 56,5 Millionen Dollar, die durch Risikokapitalanleger wie Sequoia Capital finanziert wurden.
Im Oktober 2005 versuchte Check Point, Sourcefire zu übernehmen. Im März 2006 wurde dieses Geschäft abgesagt. Der Kauf scheiterte am Widerstand der amerikanischen Regierung.
Beim Börsengang im März 2007 erzielte Sourcefire 86,3 Millionen Dollar. Der Börsengang fand unter der Konsortionalführung von Morgan Stanley statt, unterstützt durch Lehman Brothers als Co-lead Manager und UBS Securities LLC und Jefferies & Company als Co-Managers.
Die Akquisition von ClamAV durch Sourcefire erfolgte am 17. August 2007.
Im Juli 2013 wurde Sourcefire für 2,7 Milliarden US-Dollar von Cisco gekauft. Der Gründer und Cheftechniker von Sourcefire wurde Cheftechniker und Vizechef einer Sparte von Cisco. Im November 2014 wurden die Produkte von Sourcefire in Produkte von Cisco umbenannt.

## Produkte
Das Sourcefire 3D-System ist eine Intrusion-Prevention-Lösung, die in drei Schutzphasen für Kunden aufgeteilt werden kann – IPS, Adaptive IPS und Enterprise Threat Management (ETM).
IPS ist eine Intrusion-Abwehr basierend auf der Snort Detection Engine. Die Adaptive-IPS-Phase bindet die passive Echtzeit-Netzwerkintelligenz von Sourcefire RNA (Real-time Network Awareness) ein, die eine automatische Bedrohungseinschätzung bietet und eine signifikante Reduktion der false positives und false negatives bewirkt. Die ETM-Phase soll das Erkennen von Attacken, Zielen und den Zustand der kritischen Systeme in einem System ermöglichen.
Snort ist ein unter der GPL stehendes, regelbasiertes Netzwerk-Intrusion-Prevention- und -Detection-System, das signatur-, protokoll- und anomaliebasierte Methoden verbindet. Sourcefire erweitert die Funktionalität um die Überwachung des Netzwerkverhaltens. Sourcefires RNA pflegt und dokumentiert durchgehend die Netzwerkprofile und die relevanten Schwachstellen.
ClamAV (Clam AntiVirus) ist ein ebenfalls unter der GPL stehendes Antivirenprogramm für unixoide Systeme, vorrangig für das Scannen von E-Mails auf einem Gateway.

## Übernahme durch Cisco Systems
Am 23. Juli 2013 hatte Cisco Systems angekündigt, Sourcefire zu übernehmen, was einer Übereinkunft beider Unternehmen entsprach. Die Übernahme wurde noch im Jahr 2013 vollständig finalisiert. Bezahlt wurden rund 2,7 Milliarden Dollar, was 76 Dollar je Aktie und somit einem Aufschlag von mehr als 20 Prozent auf den Schlusskurs am Ankündigungstag entsprach. Das Sourcefire-Angebot ergänzte eine Lücke bei Cisco, die etwa bei Mobilzugriffen, aktuellen Cybercrime-Tendenzen und auch Schutz vor Datendiebstahl sowie -verlust bestand. Insbesondere bei der Entwicklung komplexer Firewalls wurde dadurch die Marktposition gestärkt und Kunden erhielten mehr Schutz vor Bedrohungen ihrer Webanwendungen, bei Cloud-Computing und Social Media.